# Norðfjarðargöng
Die Norðfjarðargöng  sind ein Straßentunnel im Osten von Island.
Sie liegen im Verlauf des Norðfjarðarvegur  zwischen den Orten Neskaupstaður und Eskifjörður.
Bisher führte die Straße durch den Tunnel Oddsskarðsgöng, der aber nicht wintersicher ist.
Der Tunnel selbst ist 7542 m lang.
Der Baubeginn war im Oktober 2013 und er sollte ursprünglich im September 2017 eröffnet werden.
Am 25. September 2015 löste die damalige Innenministerin Ólöf Nordal die Sprengung für die letzten 5 m aus.
Nach dem weiteren Innenausbau des Tunnels wurde er am 11. November 2017 feierlich eröffnet.
Am 1. November 2021 brachen Stücke aus der Decke des Tunnels auf die Fahrbahn. Er musste für unbestimmte Zeit gesperrt werden. Danach wurden die Oddsskarðsgöng wieder für kleine Fahrzeuge freigegeben. Ende März 2023 war der Tunnel zeitweise wegen Lawinengefahr gesperrt.